# Kozia Góra Krajeńska (przystanek kolejowy)
Kozia Góra Krajeńska − przystanek kolejowy w Koziej Górze Krajeńskiej, w Polsce, w województwie kujawsko-pomorskim, w powiecie nakielskim.